# 加布列尔·纳鲁托维奇
加布列尔·纳鲁托维奇（波蘭語：Gabriel Narutowicz，1865年3月9日—1922年12月16日），生於俄羅斯帝國立陶宛的波兰水电工程学教授、政治家，他从1922年12月11日担任第一任波兰总统，12月16日他在扎切塔國家美術館被埃利尤什·涅维亚多姆斯基刺殺（就职僅五天）。此前在1920至21年，曾担任公共工程部长，并在1922年短暂担任外交部长。